# 松尾永遠
松尾 永遠（まつお はるか、1982年2月13日 - ）は、日本の元女子プロレスラー。タレント。神奈川県横浜市出身。

## 所属
- 吉本女子プロレスJd'（2000年 - 2002年）
- NEO女子プロレス（2002年 - 2009年）

## 経歴・戦歴
2000年に吉本女子プロレスJd'に入門も一度退団、再入門後2001年6月24日のディファ有明大会で、対西千明戦、対亜利弥’（2連戦）でデビュー。そのアイドル性の高さからデビュー半年後には個人のビデオが発売され、また2002年1月にはTWFタッグ王者・阿部幸江、KAZUKI組（WANTED!?）の初防衛戦の相手に指名（パートナーは西）される等未来のエースとして期待されていたが、1か月後の2月17日に突如Jd'を退団してしまう。
半年後の8月11日にNEOに電撃入団。Jd'時代に出したビデオに「好きなプロレスラー」として名前を挙げていた宮崎有妃に誘われての入団で、8月17日の移籍第1戦も宮崎とのシングルマッチだった。しかし半年間のブランクは隠せず試合内容は満足のいく物ではなく、更に怪我が重なる等の低迷が続いてしまい、中々本領を発揮する事が出来なかった。
松尾が浮上し始めたのは2005年辺りで、同年8月21日、東京キネマ倶楽部大会において、アメージング・コング（キア・スティーブンス）との「ニュー・ビューティ・ペア」で井上京子、三田英津子組を下し（松尾が井上をフォール）、初代NEO認定タッグ王者になる。その後、11月には「時計の針を動かす」と宣言し、元気美佐恵の持つ二冠王座にも挑戦した。
2006年には田村欣子とのコンビでミッドサマー・タッグトーナメントに優勝、11月3日の後楽園ホール大会では元気と組んで、木村響子、アメージング・コング組に渡っていたNEO認定タッグ王座を奪還（松尾が木村から勝利）、第4代王者となる。
2007年、8月12日に元気を下し二冠王座への挑戦権を獲得すると、9月17日の後楽園ホール大会で田村の持つ二冠王座に挑戦。あまり誉められる試合内容ではないものの田村をマックでフォールし第18代二冠王者となる。その後、翌年の5月5日に明け渡すまで2度の防衛を記録。
王座転落後も第一線で活躍していたが、2009年3月8日に引退を表明。5月5日の後楽園ホール大会で引退。8年間に渡る現役生活を終える。最後の試合も宮崎相手のタッグマッチだった。
引退してから3週間が経過した後、自身のブログ上で芸能事務所に所属してタレント活動を行うことを発表。主に舞台を中心に活動していた。
2010年3月のパッション・レッド自主興行にてリングアナウンサーとして登場。
2016年7月から、成瀬昌由が運営するパーソナルトレーニングジム「REZAEV（リザエヴ）荻窪店」でトレーナーを務めている。
デビュー当時からルックスも良く、アイドルレスラーとして活躍していた頃は週刊現代で水着グラビアが掲載された事もあった。

## 得意技
- マック

ヘッドシザーズホイップの体勢で相手に飛びつき、スクールボーイにつないで丸め込む。命名者はタニー・マウスの為に、本人もなぜマックなのかは不明である。
- ジャーマン・スープレックス
- ドラゴン・スープレックス

## タイトル歴
- 第7代板橋タッグ王座
- 第11代JWP認定ジュニア王座
- 初代、第4代NEO認定タッグ王座
- 第18代NWAパシフィック女子&NEO認定シングル王座

## 入場テーマ
- 「そよ風の誘惑(KCP Remix)」（オリビア・プロジェクト） ＜Jd'時代＞
- 「Girl Power」（シャンプー） ＜NEO時代＞
- 「ギャラクシー・エキスプレス」（国吉良一）＜二冠王者での入場時（ただし道場マッチにおいては、従来の「Girl Power」を使用）＞